# Жорж Брак
Жорж Брак (фр. Georges Braque; Аржантеј, 13. мај 1882 — Париз, 31. август 1963) био је француски сликар и скулптор који се са Паблом Пикасом сматра једном од најзначајнијих француских сликара и оснивачем кубизма и постао је једна од најзначајнијих личности у сликарству 20. века.

## Младост и школовање
Жорж Брак родио се у предграђу Париза, а одрастао је у Авру (у Француској). Изучио је занат за молера и декоратера као што су били његов отац и деда. У вечерњим часовима посећивао је школу између 1897. и 1899. и студира уметност у Авру.
1900. је отишао у Париз и ту завршио школу за сликара и декоратера. Између 1902. и 1904. посећивао је Академију Хумберт у Паризу где је упознао Франсиса Пикабија, као и Анрија Матиса, Алберта Маркета, Андреја Дерена и Мориса Фламенка, са фовистима и- фовизмом, те и ако су његова прва дела била инпресионистичка он од 1905. године почиње да ствара у стилу фовиста који су употребљавали светле боје и слободне форме како би што више утицали на чуло вида и осећања. Брак је много радио на стварању фовистичког стила који је био мало мирнији.

## Фовистичка фаза
1907. године Брак је успешно изложио своја фовистичка дела у Салону независних а прву самосталну изложбу је имао у Галерији Данијела- Хенрија Каневелера. У то време је његов фовистички стил 
и схватање почело да трпи утицаје Пол Сезана који је умро 1906. а чије су слике биле излагане на многим местима у Паризу.

## Кубистичка фаза
Између година 1908. и 1913. почео се јављати у његовим делима утицај и интерес за геометризацију и перспективу, и изучавао је учинке светла и поступке којим би се светло и перспектива могли саобразити и код својих експеримената је доводио у питање и сумњу и најустаљеније технике и начине сликања. Често је архитектуру редуковао на форме квадрата и коцки тако да је све изгледало и површински и просторно и указао је на саме основе оптичке илузије и уметничке саобразбе.

## Заједнички рад са Пикасом
Од 1909. сарађује са Паблом Пикасом који је у сликарству имао сличне идеје и радио на сличан начин и од тог времена они су сликали на сличан начин, неутралним бојама, сложене геометризирајуће узоре и форме што се данас назива аналитичким кубизмом. Били су јако слични у својим стиловима и размишљањима у то доба. Они су покренули очну тачку која је до тога времена увек била непомична и стална. Добијали су сложене форме из више погледа и ово кретање очне тачке је новина и одлика за кубизам и кубистички покрет. Експериментишу и са колажима а њихова сарадња се завршава 1914. када је Брак одведен у Париз на фронт.

## Позна фаза
Брак је у рату био озбиљно повређен и у сликарство се враћа 1917. када се спријатељио са Хуан Грисом, променио је стил и створио свој особени стил који је мање схематизован, употребљава светле боје и текстутурисану површину. 1922. Излагао је у у Паризу. У 20- тим годинама се враћа ка реалистичнијим схватањима и ако је задржао неке од кубистичких аспеката. Преселио се 1930. и 1931. у Нормандију где слика плаже и фигуре људи. Прву ретроспективну изложбу је имао у Басилеји. Током Првог светског рата је био у Паризу и сликао мртве природе и упознавши се са Фернаром Меролтом литографом бавио се литографијом, графиком и скулптуром.

## Значај уметника
Радио је до краја живота и створио много изванредних дела- слика, графика и скулптура имао је дугу и престижну каријеру, био је почастован значајним изложбама широм света 1961. године је био први живи сликар који је излаган у Лувру и умро је 31. августа 1963. године у Паризу.